# Moderus Gamma
Moderus Gamma – rodzina jednoprzestrzennych, niskopodłogowych, tramwajów przegubowych produkowanych od 2016 przez przedsiębiorstwo Modertrans Poznań w jego zakładzie produkcyjnym zlokalizowanym w Biskupicach.
Pierwsza koncepcja tramwaju Gamma została opracowana w 2007, ale niedługo potem projekt został porzucony. Powrócono do niego w 2013, kiedy to Modertrans otrzymał dofinansowanie na realizację swojej koncepcji. Prototyp został ukończony w 2016 i miał premierę 18 listopada w zakładzie producenta. Zostało wyprodukowanych ponad 100 Gamm i są one eksploatowane przez MPK Poznań, MPK Wrocław i MPK–Łódź.

## Historia

### Geneza
31 stycznia 2005 powstała spółka Modertrans Poznań. W 2006 przedsiębiorstwo dostarczyło pierwszy wysokopodłogowy tramwaj Moderus Alfa będący modernizacją wagonu z rodziny 105N, zaś w 2009 pierwszy częściowo niskopodłogowy pojazd Moderus Beta będący modernizacją wozu Düwag N8C. W 2011 zakład wykonał pierwszy częściowo niskopodłogowy tramwaj własnej konstrukcji, również nazwany Moderus Beta. Wówczas w portfolio producenta brakowało jedynie tramwaju całkowicie niskopodłogowego.
Wcześniej, bo już w 2007, w przetargu na dostawę dwóch tramwajów dla Bydgoszczy, Modertrans zaoferował całkowicie niskopodłogowy model o nazwie Gamma. Zamówienie zostało ostatecznie udzielone Pesie, która dostarczyła Tramicusy. Mimo to Modertrans kontynuował swój projekt. W 2008 planowano, że prototyp nowego modelu zostanie oddany do użytku na przełomie 2008 i 2009. Tak się jednak nie stało, a do realizacji koncepcji powrócono 5 lat później.

### Pierwszy prototyp (LF 01 AC)

#### Produkcja

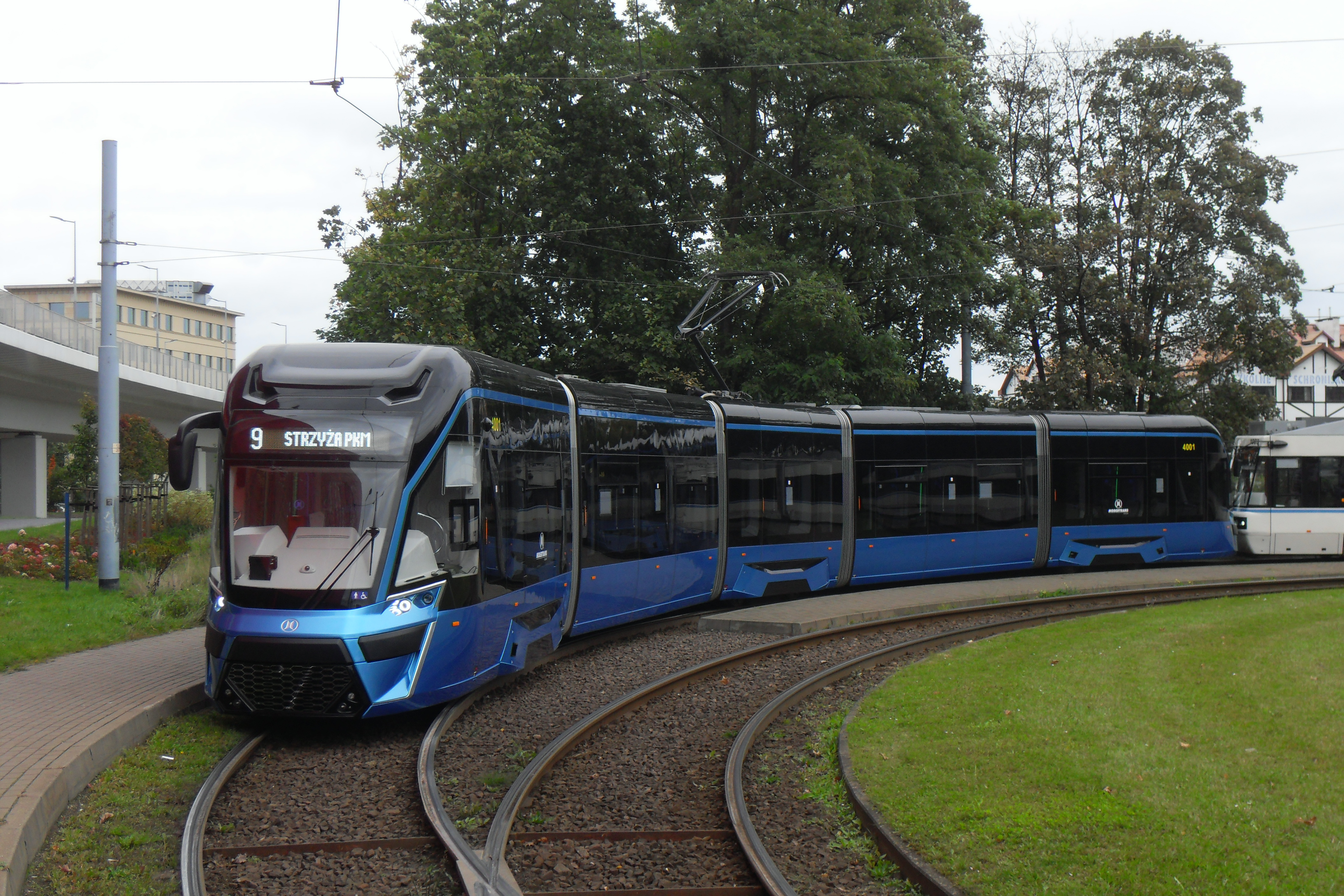
Prototypowa Gamma LF 01 AC w Gdańsku

1 listopada 2013 Modertrans i Wydział Maszyn Roboczych i Transportu Politechniki Poznańskiej rozpoczęły realizację projektu Innowacyjny tramwaj miejski współfinansowanego przez Narodowe Centrum Badań i Rozwoju i Unię Europejską z Europejskiego Funduszu Rozwoju Regionalnego. W ramach tego projektu miał powstać tramwaj niskopodłogowy wyposażony w innowacyjne urządzenia i rozwiązania poprawiające komfort podróżowania.
W listopadzie 2014 zaprezentowano główne założenia projektu. Planowano wówczas, że testy tramwaju zostaną przeprowadzone na początku 2016. W połowie maja 2015 zaś przedstawiciele Modertransu mówili o planach montażu pojazdu w okresie od wakacji do końca roku oraz o testach, które zostaną prawdopodobnie przeprowadzone w Poznaniu. Od 1 stycznia 2016 projekt był współfinansowany przez NCBiR w ramach programu Demonstrator+ i początkowo miał on zostać zrealizowany do 31 marca, ale ostatecznie został ukończony 31 października. Całkowity koszt przedsięwzięcia wyniósł przeszło 14,1 mln zł, z czego ponad 5,6 mln zł stanowiło dofinansowanie.
18 listopada 2016 w zakładzie produkcyjnym Modertransu w Biskupicach, w obecności przedstawicieli władz Poznania, powiatu poznańskiego i województwa wielkopolskiego, NCBiR, Politechniki Poznańskiej i krajowych przedsiębiorstw komunikacji miejskiej, miała miejsce prezentacja oraz jazda próbna prototypowego tramwaju Moderus Gamma LF 01 AC. Poinformowano wówczas, że trwa procedura homologacyjna wozu oraz zapowiadano, że pojazd w ciągu dwóch-trzech tygodni trafi na nocne testy do Poznania, a następnie zacznie wozić pasażerów. 27 listopada tramwaj zaprezentowano szerszej publiczności na terenie zajezdni Franowo w ramach imprezy Katarzynki 2016. W styczniu 2017 na terenie tej samej zajezdni kontynuowano testy homologacyjne pojazdu, a 29 stycznia Gamma wzięła udział w obchodach 20-lecia Poznańskiego Szybkiego Tramwaju. Miała wówczas nadany numer taborowy 500, ale nadal nie była wykorzystywana liniowo.

#### Testy w Poznaniu
Na początku lutego 2017 prototypowa Gamma rozpoczęła jazdy testowe po Poznaniu. Pod koniec tego miesiąca MPK Poznań poinformowało, że w pojeździe, przed rozpoczęciem jazd z pasażerami, musi zostać dostosowana informacja pasażerska i zainstalowany system Poznańskiej Elektronicznej Karty Aglomeracyjnej. Zapowiedziano wówczas, że tramwaj wyjedzie liniowo najprawdopodobniej 1 kwietnia. Ponadto podano, że pojazd był oglądany przez przedstawicieli Olsztyna, a testami tramwaju są zainteresowani przewoźnicy z Wrocławia, Gdańska i konurbacji górnośląskiej. Ostatecznie prototypowa Gamma pod koniec kwietnia powróciła do Poznania na testy bez pasażerów. 15 maja tramwaj zadebiutował w ruchu liniowym na liniach nr 12 i 16.

#### Testy w Gdańsku
Od 26 do 29 września 2017 prototypowy egzemplarz Gammy był prezentowany na targach Trako w Gdańsku. 28 września, podczas tychże targów, przedstawiciele Gdańskich Autobusów i Tramwajów zapowiedzieli, że w następnym tygodniu tramwaj rozpocznie dwutygodniowe testy na linii nr 9 z możliwością ich przedłużenia do miesiąca. W nocy z 30 września na 1 października pojazd rozładowano na tory tramwajowe przy urzędzie miejskim. 2 października tramwaj został sprawdzony na wzniesieniach występujących na trasie prowadzącej na Chełm, a dzień później przeszkolono ośmioro motorniczych.
W dniach 4–6 października prototypowa Gamma, która w Gdańsku otrzymała numer taborowy 4001, została skierowana do obsługi 16 półkursów linii nr 9 o płaskim przebiegu. Producentowi tramwaju zależało na sprawdzeniu go również na wzniesieniach, które nie występują w Poznaniu, dlatego zaplanowano, że w kolejnych dniach pojazd zostanie przydzielony do linii nr 2 i 6. 9 października tramwaj rozpoczął obsługę 13 półkursów na linii nr 6. Trzy dni później GAiT poinformowały, że testy pojazdu zostały przedłużone i potrwają do końca miesiąca. 31 października przewoźnik podał, że tramwaj zostanie w Gdańsku również przez cały listopad. 1 listopada prototyp obsłużył 8 półkursów linii nr 6, zaś w dni robocze tamtego miesiąca realizował wcześniej ustalony obieg na tej linii. 1 grudnia GAiT podały, że Gamma będzie testowana w Gdańsku do końca roku i w grudniu będzie kontynuować obsługę linii nr 6. Ostatecznie testy tramwaju w tym mieście zakończono 15 grudnia. Pojazd w trakcie gdańskich prób, trwających dwa i pół miesiąca, pokonał ponad 8400 km.

#### Testy we Wrocławiu
W nocy z 20 na 21 sierpnia 2019 r. do Wrocławia dotarła prototypowa Gamma celem wykonania 4-miesięcznych testów. Początkowo testowany w godzinach nocnych, od 1 września jeździł na regularnych trasach. Testy zakończono pod koniec października.

### Zamówienia
- kwiecień 2017 – podpisanie umowy na dostawę 50 tramwajów dla Poznania[37],
- 26 lutego 2020 – podpisanie umowy na dostawę 30 tramwajów dla Łodzi[38],
- wrzesień 2020 – podpisanie umowy na dostawę 25 tramwajów dla Wrocławia[39] (później rozszerzono do 46 sztuk)[40],
- 11 lutego 2022 – podpisanie umowy na dostawę 3 tramwajów dla Woltersdorf[41] (później rozszerzono do 4 sztuk)[42],
- 25 sierpnia 2023 – podpisanie umowy na dostawę 10 tramwajów dla Poznania[43] (później rozszerzono do 30 sztuk)[44],
- grudzień 2024 – podpisanie umowy na dostawę 4 tramwajów dla Szczecina[45] (później rozszerzono do 12 sztuk)[46],
- 4 lutego 2025 – podpisanie umowy na dostawę 10 tramwajów dla Górnośląsko-Zagłębiowskiej Metropolii[47].

We wrześniu 2023 Modertrans dostarczył setną Gammę oraz zaprezentował Gammę dla MPK-Łódź podczas targów Trako w Gdańsku.

### Drugi prototyp (LF 05 AC)

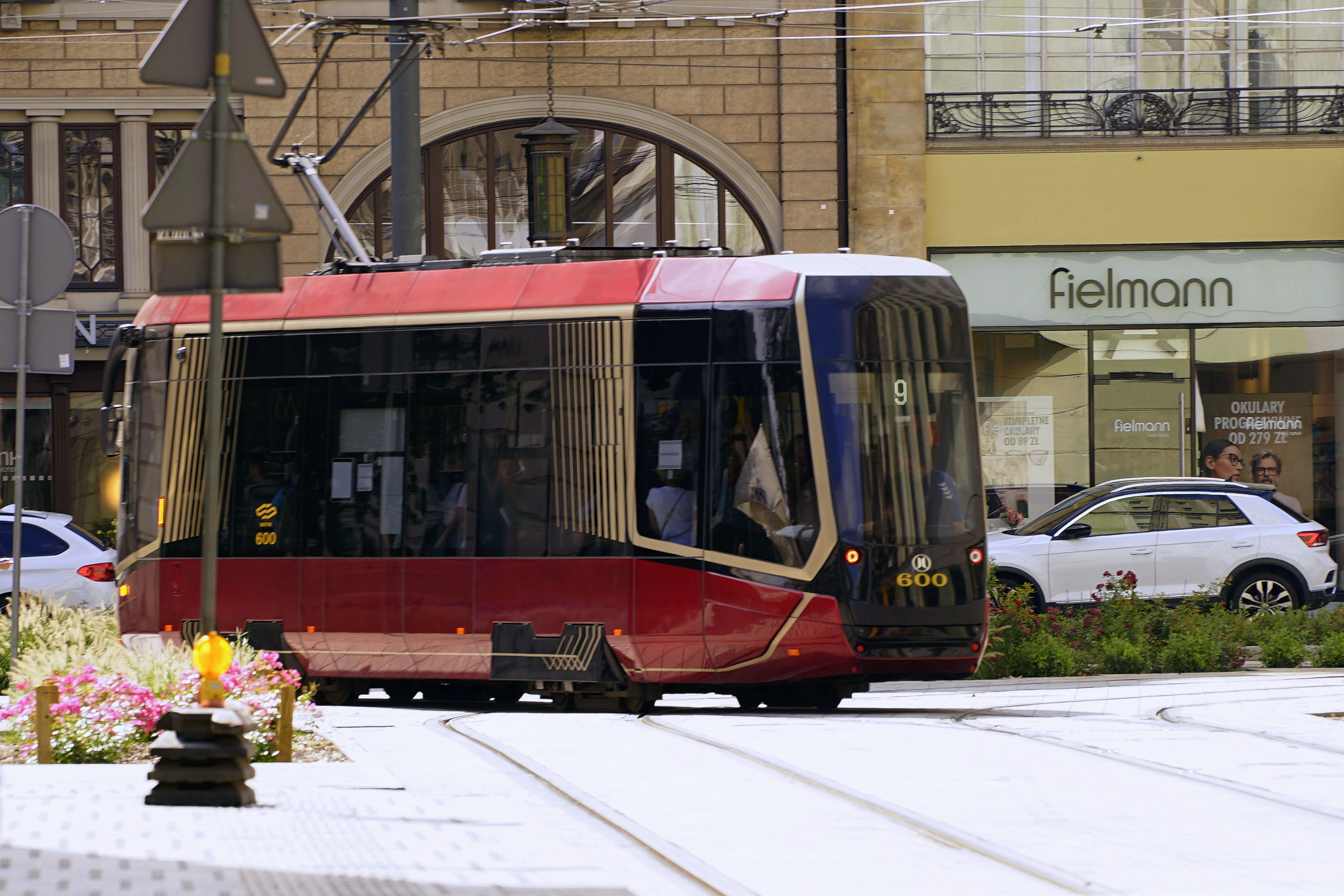
Prototypowa Gamma LF 05 AC

1 czerwca 2021 do zajezdni Franowo w Poznaniu dotarł drugi tramwaj prototypowy – niskopodłogowy tramwaj jednoczłonowy o długości niecałych 15 m, powstały w ramach konkursu Narodowego Centrum Badań i Rozwoju przy wykorzystaniu środków unijnych. 11 czerwca odbyła się jego uroczysta prezentacja. W czerwcu tramwaj otrzymał również homologację.
W marcu 2022 tramwaj był testowany na terenie zajezdni Franowo w Poznaniu. 6 czerwca 2023 prototypowy tramwaje rozpoczął testowe kursowanie bez pasażerów, a 18 września z pasażerami na linii nr 99 w Poznaniu, a 23 września na linii nr 20.

## Konstrukcja

### Pierwszy prototyp (LF 01 AC)

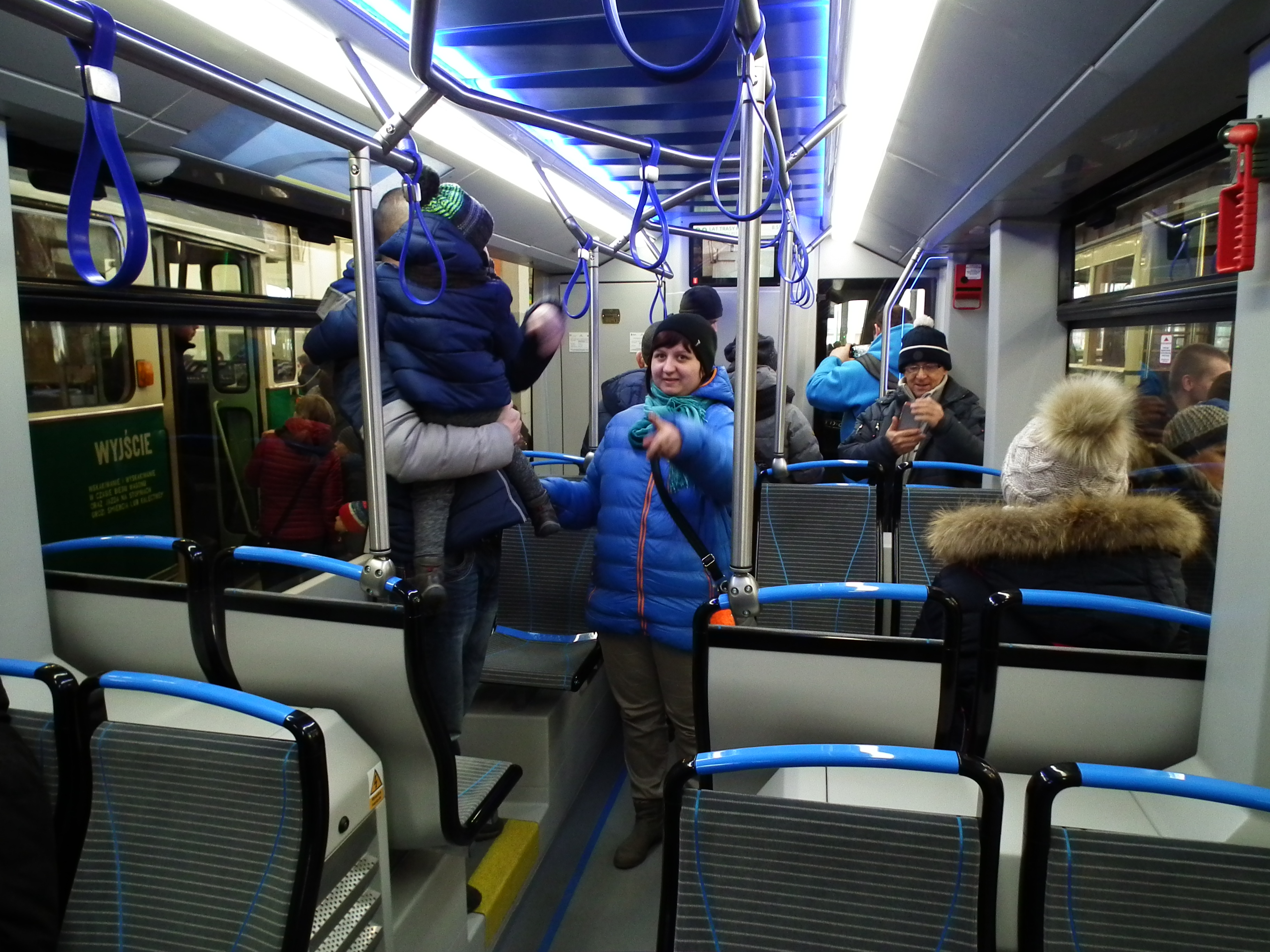
Wnętrze LF 01 AC

Prototypowy tramwaj Moderus Gamma LF 01 AC jest pięcioczłonowym tramwajem niskopodłogowym opartym na trzech dwuosiowych, sztywnych wózkach. Ma 32,01 m długości, może się poruszać po torach o rozstawie szyn wynoszącym 1435 mm i pokonywać łuki o promieniu 18 m.
Do wnętrza pojazdu prowadzi sześć par drzwi, w których zastosowano kolorowe ramki świecące na zielono podczas otwierania i na czerwono w trakcie zamykania drzwi. We wnętrzu pojazdu znajdują się 63 miejsca stałe oraz 3 uchylne. Tramwaj może przewozić również 181 osób na miejscach stojących, co daje łącznie 244 miejsca. W przestrzeni pasażerskiej zamontowano klimatyzację, interkom, system informacji pasażerskiej i interaktywny panel dla pasażerów, system poręczy składający się z dwóch rurek biegnących pod sufitem wzdłuż wagonu i poprzeczek między nimi, 12 ładowarek USB oraz rampy i stanowiska dla osób niepełnosprawnych. Kabinę motorniczego wyposażono w wielofunkcyjne panele dotykowe i nastawnik jazdy zintegrowany z fotelem, w którego podłokietniku umieszczono przyciski sterujące. Do dyspozycji motorniczego jest także lodówka. Całe wnętrze zostało wygłuszone z wykorzystaniem absorberów pochłaniających dźwięki. Podłoga znajduje się na wysokości 355 mm ponad główką szyny i jest płaska również w obszarze wózków dzięki rezygnacji z klasycznych osi. Ponadto zastosowany został układ poziomujący, który utrzymuje stałą wysokość podłogi bez względu na zmianę obciążenia.
Gamma jest wyposażona w układ napędowy prądu przemiennego zasilany energią elektryczną o napięciu 600 V pobieraną z sieci napowietrznej za pomocą pantografu połówkowego umieszczonego na środkowym członie. W wagonie zastosowano również superkondensatory, które magazynują energię odzyskaną przy hamowaniu.

### Wersje seryjne dla Poznania (LF 02 AC i LF 03 AC BD)

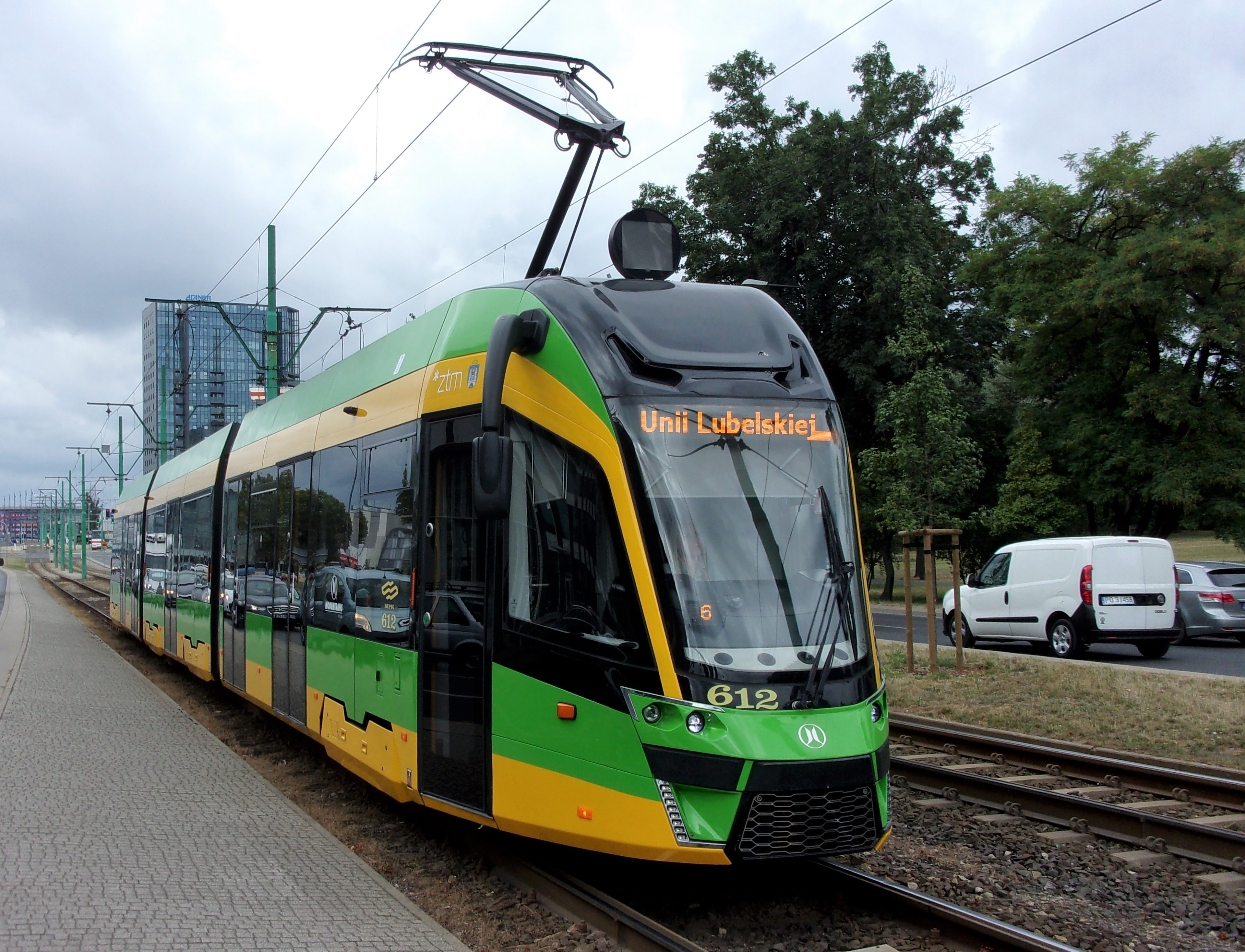
Jednokierunkowa Gamma LF 02 AC

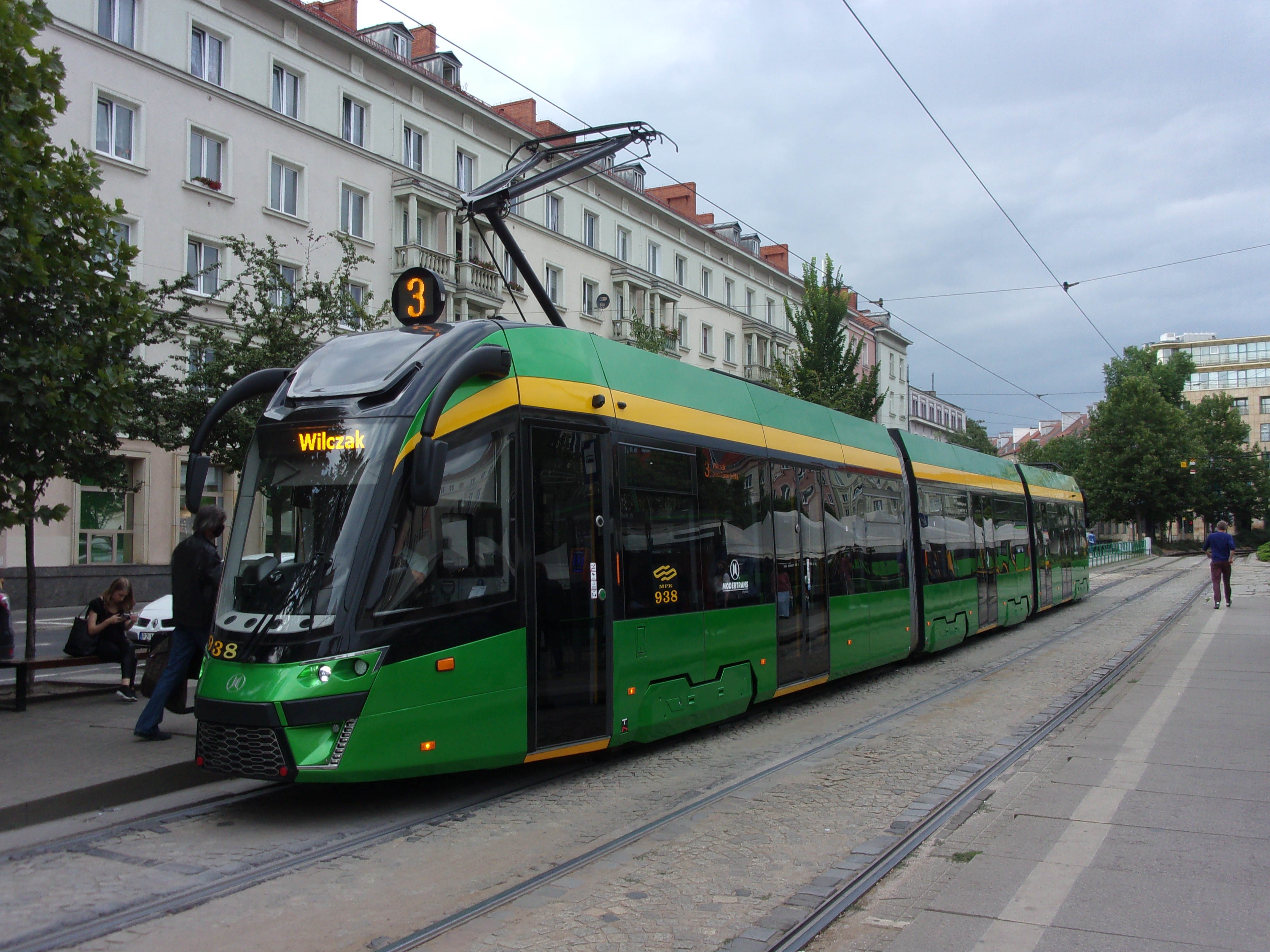
Dwukierunkowa Gamma LF 03 AC BD

Gammy zamówione przez MPK Poznań mają 32 m długości. Do tramwaju jednokierunkowego prowadzi 5 par drzwi dwuskrzydłowych i 2 pary drzwi jednoskrzydłowych, zaś do pojazdu dwukierunkowego 8 dwuskrzydłowych i 4 jednoskrzydłowe. Tramwaj jednokierunkowy wyposażono w 56 miejsc siedzących, a ogółem może pomieścić 240 osób. Pojazd dwukierunkowy zaś ma 48 miejsc siedzących oraz łączną pojemność 233 podróżnych. Ponadto wozy zostały wyposażone w klimatyzację, ładowarki urządzeń mobilnych i rozkładaną platformę oraz w miejsce na wózek dziecięcy, dla osób niepełnosprawnych i na rower. Każdy z tramwajów jest napędzany przez osiem silników z możliwością odzyskiwania energii przy hamowaniu oraz przystosowany do montażu superkondensatorów. Tramwaje są wyposażone m.in. w: przetwornice statyczne w pełnej technologii SiC (węgliku krzemu), falowniki trakcyjne w technologii IGBT oraz system TCMS, produkcji Medcom.

### Drugi prototyp (LF 05 AC)
Drugi prototyp (Moderus Gamma LF 01 AC) jest jednoczłonowym tramwajem niskopodłogowym. Ma on niecałe 15 m długości i został oparty na wózkach o ok. 15% lżejszych niż standardowo stosowane wyposażonych w silniki trakcyjne asynchroniczne o zmniejszonych gabarytach. Tramwaj został wyposażony w systemu odzysku energii podczas hamowania gromadzący energię pochodzącą z hamowania w superkondensatorach.
Wnętrze tramwaju jest klimatyzowane i wyposażone m.in. w dodatkowe tablice informacji pasażerskiej dla osób słabowidzących, głosową informacja pasażerska dla osób niewidomych, rampę dla osób z niepełnosprawnościami i wózków dziecięcych, komunikacja z motorniczym poprzez system interkomów, ładowarki USB, podgrzewane poręcze oraz podświetlane piktogramy na poręczach, wskazujące m.in. miejsca uprzywilejowane.

## Eksploatacja
| Państwo        | Miasto         | Przewoźnik                           | Typ            | Liczba sztuk | Rozpoczęcie eksploatacji |                             |
| -------------- | -------------- | ------------------------------------ | -------------- | ------------ | ------------------------ | --------------------------- |
| Polska         | Poznań         | MPK Poznań                           | LF 01 AC       | 1            | 15 maja 2017             | [ 21 ] [ 23 ]               |
| Polska         | Poznań         | MPK Poznań                           | LF 02 AC       | 30           | grudzień 2018            | [ 61 ] [ 63 ] [ 64 ] [ 65 ] |
| Polska         | Poznań         | MPK Poznań                           | LF 03 AC BD    | 20           | sierpień 2019            | [ 66 ] [ 67 ]               |
| Polska         | Poznań         | MPK Poznań                           | LF 05 AC       | 1            | 18 września 2023         | [ 54 ]                      |
| Polska         | Poznań         | MPK Poznań                           | LF 04 AC BD    | 10 z 30      | 24 marca 2025            | [ 68 ] [ 69 ] [ 70 ] [ 71 ] |
| Polska         | Wrocław        | MPK Wrocław                          | LF 07 AC       | 46           | 6 grudnia 2021           | [ 72 ] [ 73 ] [ 74 ] [ 75 ] |
| Polska         | Łódź           | MPK–Łódź                             | LF 06 AC       | 30           | 1 marca 2023             | [ 76 ] [ 77 ] [ 78 ]        |
| Polska         | Szczecin       | Tramwaje Szczecińskie                | LF 12 AC BD    | 0 z 12       |                          | [ 79 ] [ 80 ]               |
| Polska         | GZM            | Tramwaje Śląskie                     |                | 0 z 10       |                          | [ 81 ] [ 82 ]               |
| Niemcy         | Woltersdorf    | Schöneicher-Rüdersdorfer Straßenbahn | LF 10 AC BD    | 4            | 25 stycznia 2025         | [ 83 ] [ 84 ]               |
| Łączna liczba: | Łączna liczba: | Łączna liczba:                       | Łączna liczba: | 142 z 184    |                          |                             |

### Poznań
Egzemplarz prototypowy
15 maja 2017 MPK Poznań rozpoczęło liniową eksploatację prototypowej Gammy. Tramwaj obsługiwał tamtego dnia poranne kursy linii nr 12 i 16. Do wrześniowych targów Trako pojazd obsługiwał pasażerów w Poznaniu łącznie przez trzy miesiące. W tym czasie przejechał około 5000 km. 1 maja 2018 roku prototypowy egzemplarz Gammy ponownie wyjechał na ulice Poznania. Pierwszego dnia obsługiwał linię nr 16. W lutym 2022 tramwaj był dzierżawiony przez MPK i kursował po Poznaniu. W kwietniu 2023 kursował na linii nr 1, łączącej Franowo z Junikowem.
Egzemplarze seryjne

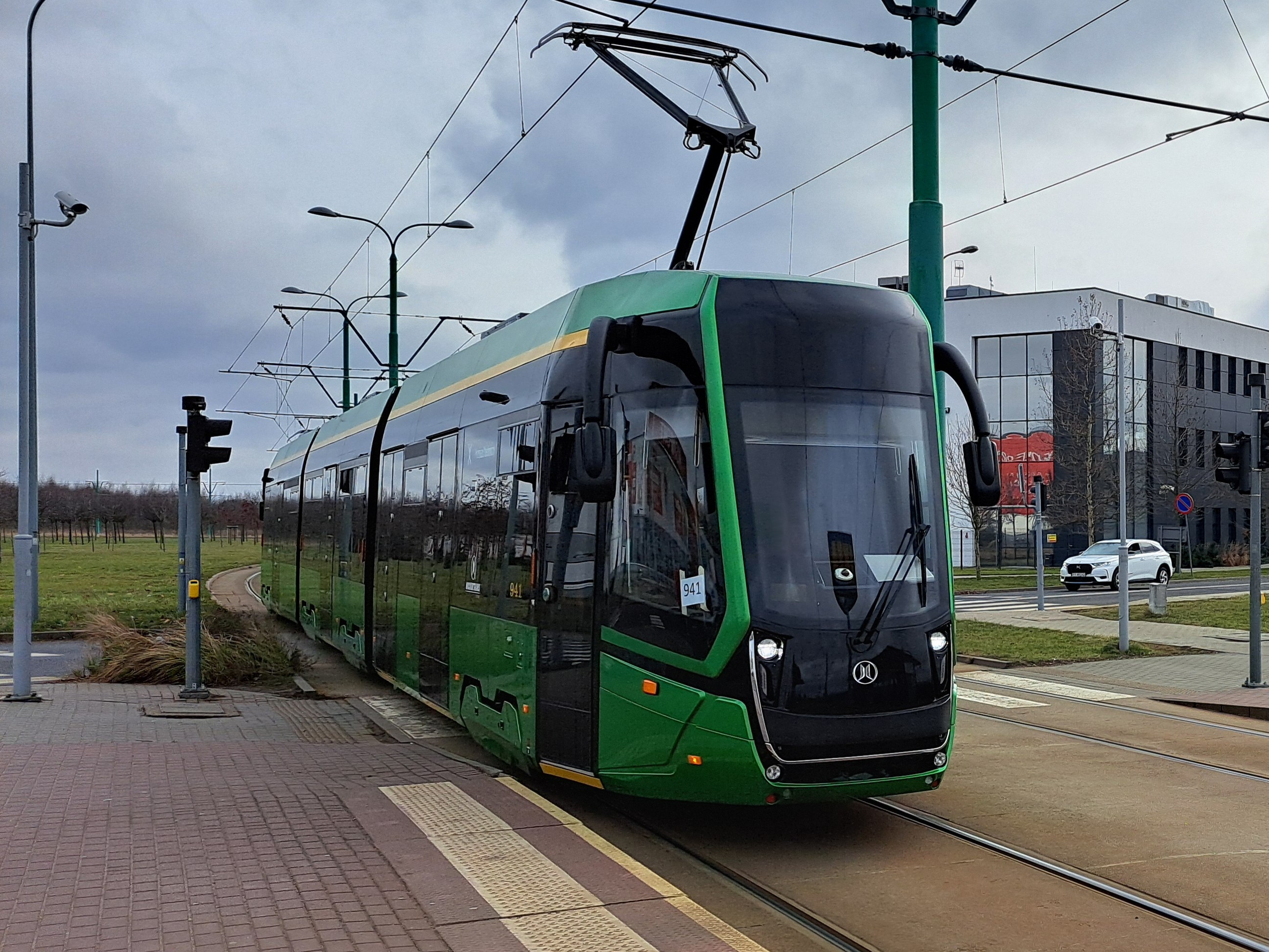
Dwukierunkowa Gamma LF 04 AC BD podczas przejazdu technicznego

W kwietniu 2017 podpisana została umowa na dostawę 30 jedno- i 20 dwukierunkowych tramwajów Pierwszy egzemplarz został zaprezentowany w zakładzie producenta 4 października 2018, zaś 8 października został on przetransportowany na teren poznańskiej zajezdni Franowo. Pod koniec listopada 2018 pierwsza seryjna Gamma wyjechała na ulice Poznania, a 20 grudnia odbyła pierwszy kurs z pasażerami na linii nr 16. Na początku lutego 2019 na stanie MPK było 7 Gamm, z czego jedna była po odbiorach końcowych, a trzy w trakcie próbnej 14-dniowej eksploatacji z pasażerami. Pod koniec czerwca pierwsza dwukierunkowa Gamma była gotowa. 23 lipca dostarczono ostatnią - 30. Gammę jednokierunkową, a 2 dni później odbyła się oficjalna prezentacja pierwszej Gammy dwukierunkowej. 18 grudnia 2019 zakończono dostawy dwukierunkowych wagonów. W połowie maja 2023 zaprzestano eksploatacji Gamm na świeżo zmodernizowanej trasie Poznańskiego Szybkiego Tramwaju ze względu na problemy z wężykowaniem. W lipcu 2024 na trasie PST kursowało 5 Gamm którym producent zmodyfikował profile kół w ramach gwarancji.
25 sierpnia 2023 podpisana została umowa na dostawę 10 dwukierunkowych tramwajów dla MPK Poznań wraz z prawem opcji na 20 kolejnych tramwajów. W połowie lipca 2024 poinformowano o uruchomieniu opcji, tym samym zwiększając zamówienie do 30 pojazdów. Pierwszy egzemplarz z tego zamówienia dostarczono w styczniu 2025, a 24 marca odbył pierwszy kurs z pasażerami na linii nr 2. Pod koniec czerwca 2025 dostarczono dziesiąty tramwaj, kończąc tym samym zamówienie podstawowe.

### Wrocław

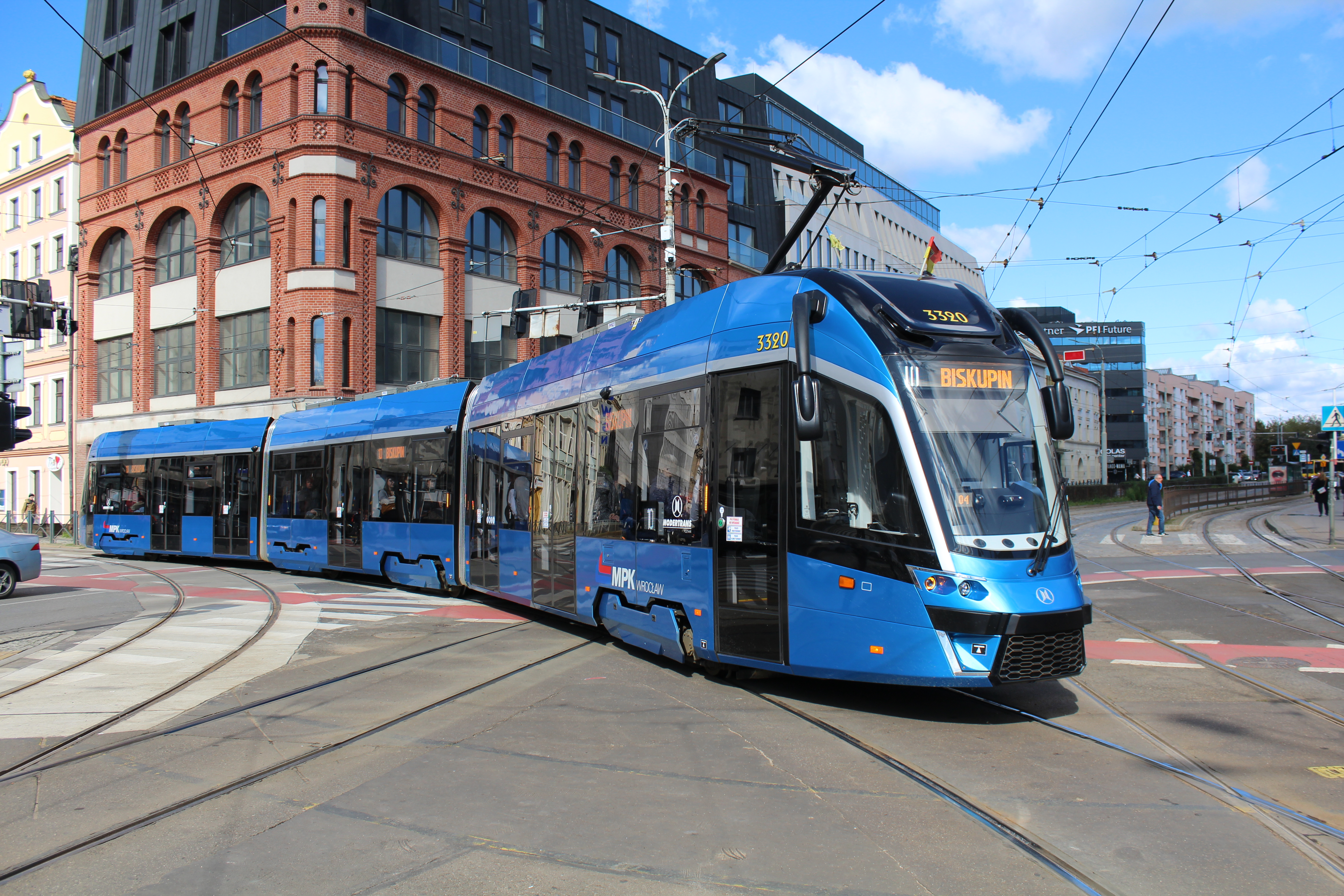
Gamma LF 07 AC we Wrocławiu

We wrześniu 2020 MPK Wrocław podpisało umowę na dostawę 25 tramwajów wraz z opcją na 21 dodatkowych, co do której umowę podpisano w marcu 2021. 17 listopada 2021 dostarczono pierwszy tramwaj, 6 grudnia odbył on pierwszy kurs z pasażerami, a w styczniu 2022 otrzymał patronkę - Marię Koterbską. W październiku 2022 zakończono dostawy bazowego zamówienia składającego się z 25 pojazdów. Pod koniec grudnia dostarczono drugą Gammę z drugiej części zamówienia, a dostawy zakończono w czerwcu 2024.

### Łódź

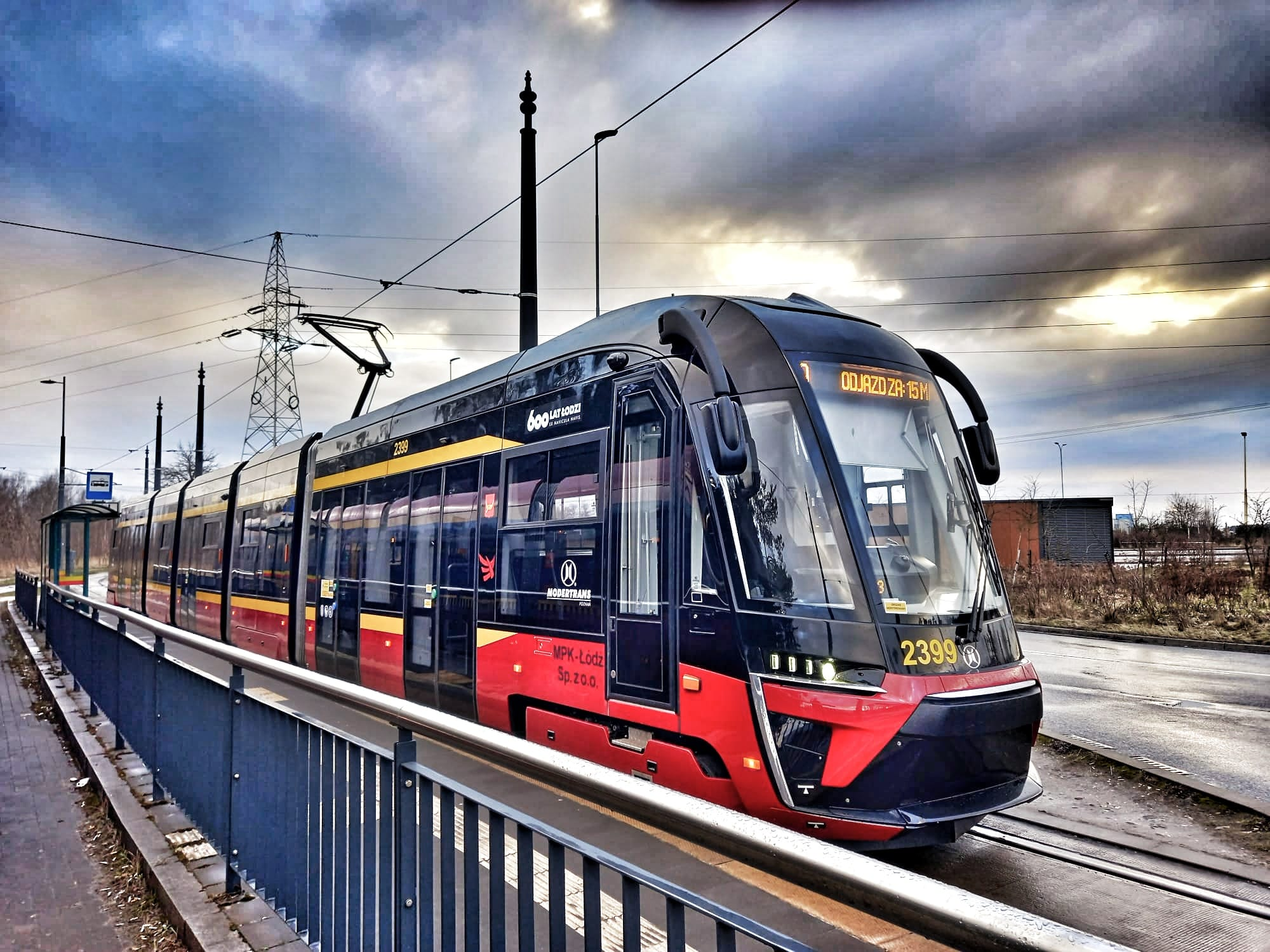
Gamma LF 06 AC w Łodzi

26 lutego 2020 roku podpisano umowę na dostawę 30 tramwajów dla Łodzi. 1 grudnia 2022 pierwszy z zamówionych przez Łódź tramwajów dotarł do zajezdni Telefoniczna, a 6 grudnia w tej samej zajezdni odbyła się prezentacja dla dziennikarzy. 23 stycznia 2023 do Łodzi dotarł drugi tramwaj, a 1 marca dwie pierwsze Gammy zadebiutowały na linii nr 9. W połowie grudnia 2023 zakończono dostawy. Dzięki dostawom Moderusów możliwa była kasacja najstarszych tramwajów eksploatowanych przez MPK Łódź, w szczególności Konstali 805Na. 
19 czerwca 2023 jedna z Gamm wykoleiła się przy skrzyżowaniu ulic Zachodniej i Legionów. Do wypadku nie doprowadziła jednak wada konstrukcyjna pojazdu, lecz źle wykonany tymczasowy rozjazd międzytorowy. 

### Szczecin
5 grudnia 2024 podpisana została umowa na dostawę 4 dwukierunkowych tramwajów wraz z prawem opcji na dodatkowe 8 pojazdów. 24 lutego 2025 poinformowano o skorzystaniu z opcji na dodatkowych 8 tramwajów.

### Górnośląsko-Zagłębiowska Metropolia
4 lutego 2025 podpisano umowę na dostawę 10 dwukierunkowych, jednoczłonowych tramwajów o długości 15 m.

### Wolterdorf

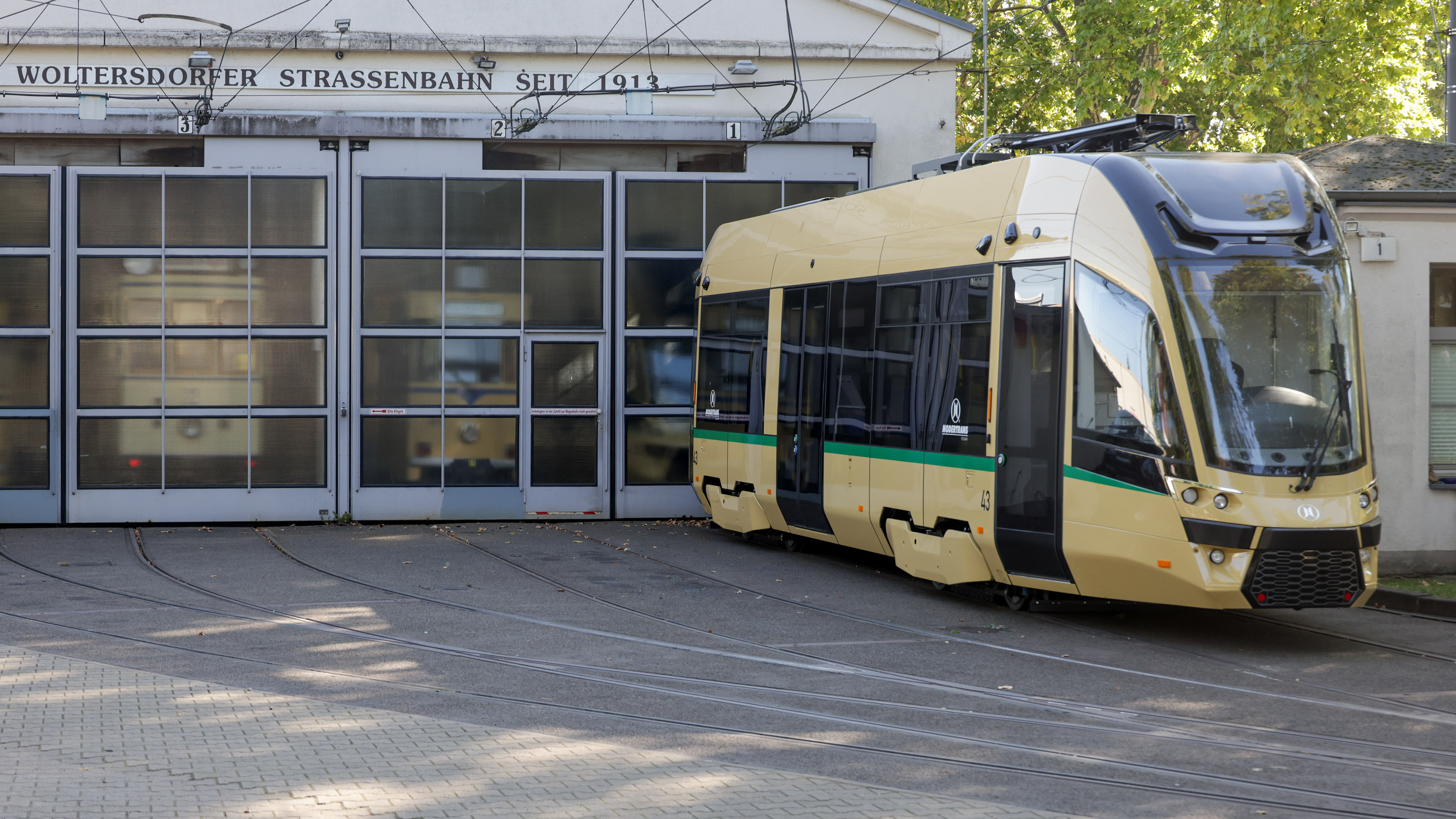
Gamma LF 10 AC BD

W lutym 2022 roku podpisana została umowa na dostawę trzech tramwajów z opcją na dodatkowy jeden. Tramwaje zostały zamówione aby zastąpić wysłużone wagony typu T57 + B57 eksploatowane na linii tramwajowej nr 87 relacji Wotlersdorf - Berlin Rahnsdorf.  Na początku kwietnia 2024 pierwszy egzemplarz dotarł do Wolterdorfu.  W połowie października poinformowano, że zamawiający skorzystał z opcji na czwarty tramwaj. 25 stycznia 2025 tramwaje rozpoczęły kursowanie.

## Nagrody i wyróżnienia
- 2017 – nagroda Top Design Award 2017 w konkursie Top Design 2017 w kategorii Motoryzacja i transport publiczny[113].
- 2017 – nagroda w kategorii Tabor szynowy w konkursie im. Jana Podoskiego zorganizowanym podczas targów Trako[114].
- 2017 – nagroda w konkursie Dobry Wzór 2017 w kategorii Transport i komunikacja[115],
- 2019 – nagroda w kategorii Tabor szynowy w konkursie im. Jana Podoskiego zorganizowanym podczas targów Trako[67].

## Inne informacje
Na przełomie 2016 i 2017 tramwaj Moderus Gamma wziął udział w zrealizowanej pod patronatem UNESCO międzynarodowej kampanii Bringing tech&science closer to people, mającej na celu popularyzację najnowszych osiągnięć nauki i technologii.